# Campionato Sammarinese 1999-2000

## Fase a gironi

### Girone A
|                       |    | Classifica 1999-00 | Pt | G  | V  | N | P  | GF | GS | DR  |
| --------------------- | -- | ------------------ | -- | -- | -- | - | -- | -- | -- | --- |
| San Marino (bandiera) | 1. | Folgore            | 48 | 22 | 15 | 3 | 4  | 53 | 24 | +29 |
|                       | 2. | Cailungo           | 46 | 22 | 14 | 4 | 4  | 40 | 21 | +19 |
|                       | 3. | Virtus             | 44 | 22 | 13 | 5 | 4  | 47 | 24 | +23 |
|                       | 4. | Cosmos             | 39 | 22 | 10 | 9 | 3  | 40 | 14 | +26 |
|                       | 5. | Pennarossa         | 29 | 22 | 8  | 5 | 9  | 30 | 40 | -10 |
|                       | 6. | Tre Penne          | 24 | 22 | 7  | 3 | 12 | 39 | 58 | -19 |
|                       | 7. | Juvenes            | 12 | 22 | 2  | 6 | 14 | 24 | 61 | -37 |
|                       | 8. | La Fiorita         | 10 | 22 | 2  | 4 | 16 | 17 | 50 | -33 |

### Girone B
|  |    | Classifica 1999-00 | Pt | G  | V  | N | P  | GF | GS | DR  |
|  | -- | ------------------ | -- | -- | -- | - | -- | -- | -- | --- |
|  | 1. | Domagnano          | 42 | 22 | 12 | 6 | 4  | 59 | 27 | +32 |
|  | 2. | Tre Fiori          | 39 | 22 | 11 | 6 | 5  | 55 | 38 | +17 |
|  | 3. | Libertas           | 37 | 22 | 11 | 4 | 7  | 38 | 34 | +4  |
|  | 4. | Faetano            | 31 | 22 | 8  | 7 | 7  | 30 | 25 | +5  |
|  | 5. | Murata             | 31 | 22 | 9  | 4 | 9  | 49 | 49 | 0   |
|  | 6. | Dogana             | 21 | 22 | 5  | 6 | 11 | 19 | 33 | -14 |
|  | 7. | Montevito          | 21 | 22 | 6  | 3 | 13 | 27 | 46 | -19 |
|  | 8. | San Giovanni       | 14 | 22 | 3  | 5 | 14 | 21 | 44 | -23 |

## Play-off
Ai play-off si qualificano le prime tre squadre di ogni girone.
- Primo Turno

Si affrontano le seconde e le terze classificate dei due gironi
 Tre Fiori- Virtus 3-1
 Cailungo- Libertas 3-0
- Secondo Turno

Si affrontano le vincitrici dei due gironi con le vincenti del primo turno
 Folgore- Tre Fiori 0-0 rig.: 5-3
 Cailungo- Domagnano 0-0 rig.: 4-5
- Terzo Turno

Si affrontano i perdenti del primo turno contro i perdenti del secondo. Gli sconfitti vengono eliminati
 Tre Fiori- Libertas 2-1 dts
 Virtus- Cailungo 2-2 rig.: 5-3
- Quarto Turno

Si affrontano le vincenti del secondo turno. Chi vince approda in finale, chi perde in semifinale
 Domagnano- Folgore 1-3
Si affrontano le vincenti del terzo turno. Chi vince approda in semifinale, chi perde viene eliminato
 Tre Fiori- Virtus 1-2 dts
- Semifinale

 Domagnano- Virtus 1-0
- Finale

 Folgore- Domagnano 3-1